# سفارة كوريا الجنوبية في كندا
سفارة كوريا الجنوبية في كندا هي أرفع تمثيل دبلوماسي لدولة كوريا الجنوبية لدى كندا. تقع السفارة في أوتاوا وهي تهدف لتعزيز المصالح الكورية جنوبية في كندا.

## وصلات خارجية
- قائمة سفارات كوريا الجنوبية
- قائمة السفارات في كندا